# Tout-Puissant Zala
Tout-Puissant Zala is een voetbalclub uit Congo-Brazzaville uit de gelijknamige hoofdstad Brazzaville. De club komt uit in de hoogste voetbaldivisie van het land, de Premier League. De club won nog nooit een landstitel of beker.